# Heraclius cel Bătrân
Heraclius cel Bătrân a fost exarh al Africii, de origine armean. În anul 608, a pornit o răscoală împotriva lui Focas, care s-a terminat cu declararea fiului lui Heraclius Heraclius cel Tânăr ca împărat. Ambii Heraclius au fost indicați pe monede drept consuli, deși la acea vreme instituția consulatului nu mai exista.
1. 1 2  Genealogics